# エドワード・フランシス・ブリューイット
エドワード・フランシス・ブリューイット（Edward Francis Blewitt, 1859年1月2日 - 1926年5月26日）は、アメリカ合衆国の土木技師、実業家、民主党員の政治家である。1907年から1910年までペンシルベニア州上院議員を務めた。第46代アメリカ合衆国大統領のジョー・バイデンの母方の曾祖父である。

## 生い立ちと教育
ルイジアナ州ニューオーリンズでアイルランドのバリナから移住してきたパトリック（Patrick）とキャサリン・（スキャンロン・）ブリューイット（Catherine (Scanlon) Blewitt）のあいだに生まれた。ラファイエット大学に入学し、級長を務め、1879年に土木工学の理学士号を取得した。

## キャリア
ブリューイットはペンシルベニア州リーハイ・バレーの鉱山で技師として働いた。1883年から1893年までは彼はペンシルベニア州スクラントンの都市工学者、メキシコのグアダラハラの下水道および給水システムの主任技師として働いた。1883年にスクラントンの学校管理者に選出され、1884年まで1期を務めた。1900年から1901年まではメキシコのハリスコ州の州技術者として働いた。
1906年、ペンシルベニア州上院議会に第22選挙区から選出され、1907年から1910年まで務めた。ブリューイットはペンシルベニア州議会で活動した初のアイルランド系カトリックであった。
1903年、モンタナ州で銀と金の採掘を行うエドワード・F・ゴールド・マイニング・カンパニーを設立した。
1908年にブリューイットはスクラントンでフレンドリー・サン・オブ・セント・パトリックの共同創設者となり、またエルクス慈善保護会の一員となった。

## 私生活と家族
1879年にメアリー・エレン・スタントン（Mary Ellen Stanton）と結婚した。夫婦はガートルード（Gertrude）、パトリック（Patrick）、アーサー（Arthur）、ジェラルディン（Geraldine）の4人をもうけた。娘のジェラルディンの孫は第46代アメリカ合衆国大統領のジョー・バイデンである。1887年に妻メアリーは亡くなり、1891年にブリューイットはメアリー・アン・ブラックウェル（Mary Ann Blackwell）と再婚した。
ブリューイットは1926年5月26日に亡くなり、ペンシルベニア州モスクワの聖キャサリン墓地に葬られた。